# Laguna (Spiel)
Laguna (span./portug./ital. für „Lagune“) ist ein Sammelspiel von dem deutschen Spieleautor Bernhard Weber, illustriert wurde es von Franz Vohwinkel. Es erschien 2000 im Queen Games Verlag.

## Spielverlauf

### Spielidee
In dem rundenbasierten Spiel geht es darum, unter Zeitdruck Perlen seiner Farbe aus den Lagunen am Rand einzusammeln und als erster eine vorgegebene Anzahl zum Vulkan in der Mitte zu transportieren. Dabei müssen Riffs und Strömungen geschickt umschifft oder genutzt werden.

### Material
Das Spielfeld ist mit einem 24 mal 24 Kästchen großen Raster überzogen, auf dem neben den acht Lagunen am Rand und dem Vulkan in der Mitte jede Menge Riffe und Strömungen eingezeichnet sind. Sowohl der Vulkan als auch die Lagunen sind durch dreidimensionale, einsteckbare Kunststoffteile angedeutet. Für jeden Mitspieler ist ein einfaches, 6 mal 6 Raster großes Floß aus Holz enthalten sowie Murmeln in der jeweiligen Farbe (insgesamt 24 in 4 Farben), welche Perlen darstellen. Zusätzlich liegt dem Spiel eine Sanduhr bei.

### Ablauf
Zu Beginn des Spiels werden die Perlen chaotisch auf die Lagunen verteilt und jeder Mitspieler positioniert sein Floß an einer dieser. Danach wird der Reihe nach gespielt, wobei jedem Spieler maximal 30 Sekunden für seinen Zug zur Verfügung stehen. Die Zeit wird vom jeweils nächsten Spieler mit Hilfe einer Sanduhr gemessen. Zu Beginn des ersten Zuges lädt der aktive Spieler zwei oder 3 Perlen auf sein Floß. Diese positioniert er so, dass möglichst alle Riffe und Strömungen abgedeckt sind. Danach bewegt er sein Floß in eine beliebige Richtung auf dem Wasser ein Feld weit. Danach darf er seine Perlen erneut positionieren und sein Floß bewegen. Dies wiederholt er solange, bis einer der drei Fälle eintrifft:
- seine Zeit ist abgelaufen, damit beginnt der nächste Spieler seinen Zug
- eine Strömung wird sichtbar, er bewegt sein Floß in die angezeigte Richtung ohne vorher die Perlen neu zu positionieren
- nach Umpositionierung der Perlen, einer Strömung oder einer bewussten Bewegung wird ein Riff sichtbar. Damit ist sein Zug sofort beendet, die verbleibende Zeit geht an den nächsten Spieler über

Jedes Floß muss mindestens 2 Perlen und maximal 4 Perlen geladen haben. Eigene Perlen sollen in den Vulkan in der Mitte gebracht werden, fremde und nicht mehr benötigte Perlen können in einer der Lagunen am Spielrand abgelegt werden. Außerdem kann man auch an Booten der Mitspieler anlegen und dort Perlen tauschen. Das Spiel endet, wenn der erste Spieler (je nach Anzahl der Spieler) 4, 5 oder 6 seiner Perlen zum Vulkan gebracht hat und damit das Spiel gewinnt.

Auf der Rückseite des Spielplans befindet sich eine schwerere Version, mit mehr Riffen und Strömungen. Darüber heraus bietet die Anleitung eine Solovariante des Spieles an sowie Erleichterungen durch das Weglassen der Sanduhr oder der Erhöhung der Ladekapazität. So ist das Spiel auch für jüngere Mitspieler geeignet.

## Kritiken
Die Kritiken zu dem Spiel fallen größtenteils positiv aus, vor allem die schnelle Spielweise, die lange, taktische Nachdenkphasen ausschließt, wurde immer wieder positiv herausgestellt. Das Spiel wird als anspruchsvoller als erwartet beschrieben, durch seine Varianten aber auch als gut regulierbar. Die schnell aufkommende Hektik wird häufig als negativer Punkt genannt. Die Neue Zürcher Zeitung beschreibt das Spiel als «Flossrennen zwischen Nervenkitzel und Denksportaufgabe».